# کرامنگک (لهستان)
کرامنگک (به لهستانی:  Kramnik) یک روستا در لهستان است که در گمینا دوبنگنکی واقع شده‌است.